# Hermann Knaus

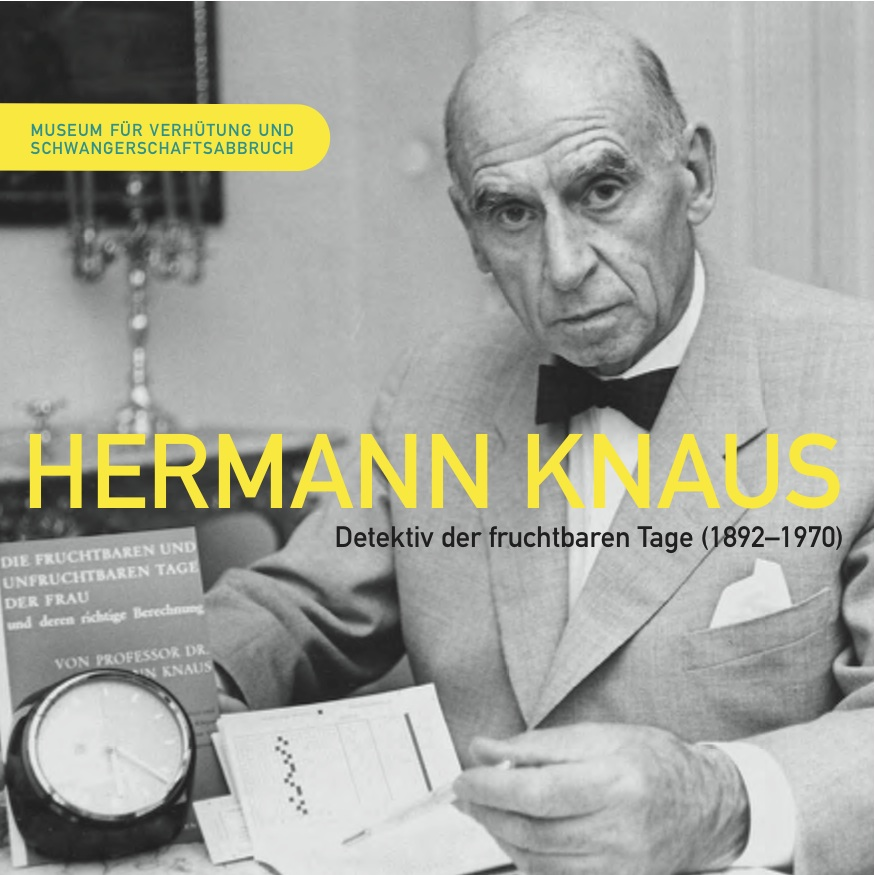
Hermann Knaus

Hermann Hubert Knaus (Sankt Veit an der Glan, 19 oktober 1892 – Graz, 22 augustus 1970) was een Oostenrijks chirurg en gynaecoloog.  Knaus kreeg bekendheid door zijn onderzoek aan periodieke onthouding die mede naar hem Ogino-Knaus methode genoemd werd.
- Bibsys: 1016415
- Biblioteca Nacional de Chile: 000514836
- Biblioteca Nacional de España: XX1331762
- Catàleg d'autoritats de noms i títols de Catalunya: 981058602525506706
- Gemeinsame Normdatei: 139511954
- International Standard Name Identifier: 0000 0001 0802 5059
- Library of Congress Control Number: n85816258
- Nationale Bibliotheek van Tsjechië: jo2003186372
- Nationale Bibliotheek van Israël: 987007412286005171
- Nederlandse Thesaurus van Auteursnamen: 139325212
- Système universitaire de documentation: 230448046
- Virtual International Authority File: 84151659
- WorldCat: E39PBJyRtyF3CGmhGT34vJ6tKd